# Tarzan and His Mate

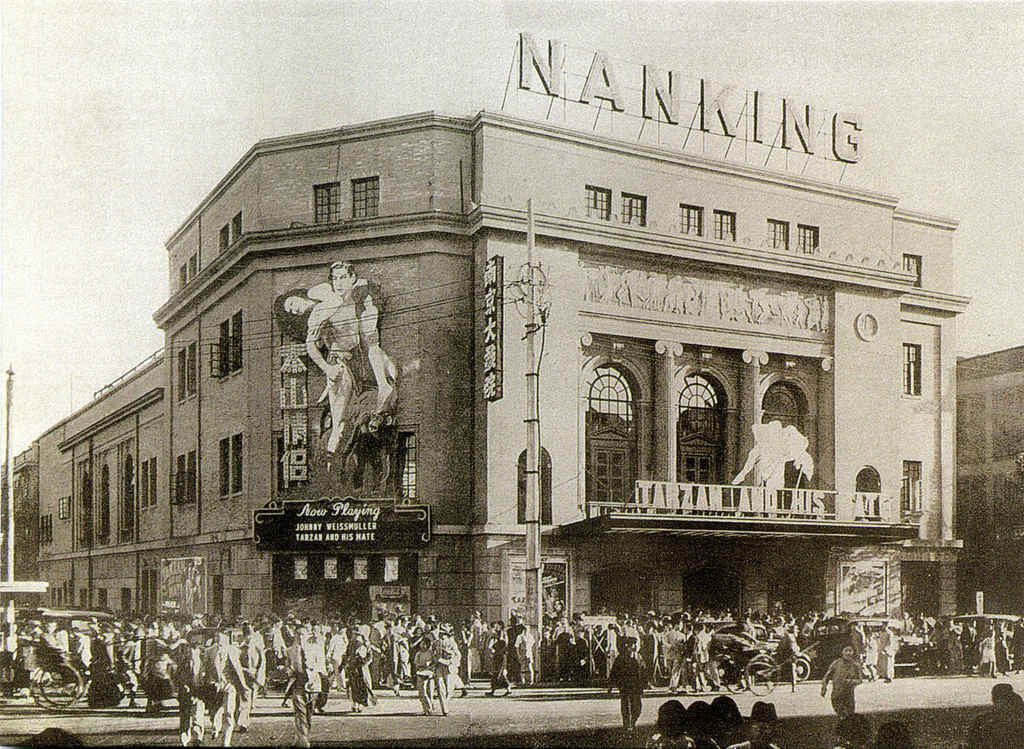
Nanking Theatre (Shanghai) in 1934, in de periode dat Tarzan and His Mate er draaide - de film is boven de ingang aangekondigd

Tarzan and His Mate is een Amerikaanse avonturenfilm uit 1934, gebaseerd op het personage Tarzan bedacht door Edgar Rice Burroughs. Het was de tweede Tarzan-film met Johnny Weissmuller in de titelrol. De regie was in handen van Cedric Gibbons en Jack Conway

## Verhaal
De film begint met Tarzan en Jane, die nu samen in de jungle wonen. Henry Holt is ondertussen net als in de vorige film op zoek naar het legendarische olifantenkerkhof. Hij en zijn zakenpartner Marlin Arlington ontmoeten toevallig Tarzan en Jane. Henry probeert Jane te overtuigen om met hem terug te keren naar de beschaving, maar ze verkiest een leven bij Tarzan.
Tarzan volgt de twee naar het kerkhof, maar wanneer hij wil voorkomen dat ze ivoor meenemen schiet Arlington hem neer. Jane ziet de neergeschoten Tarzan en denkt dat hij is omgekomen. Ze verlaat de jungle. Tarzan wordt gevonden door zijn chimpansee Cheeta, die hem geneest. Daarna moet Tarzan het opnemen tegen Henry en Arlington.

## Rolverdeling
| Acteur             | Personage        |
| ------------------ | ---------------- |
| Johnny Weissmuller | Tarzan           |
| Maureen O'Sullivan | Jane Parker      |
| Neil Hamilton      | Harry Holt       |
| Paul Cavanagh      | Martin Arlington |
| Forrester Harvey   | Beamish          |
| Nathan Curry       | Saidi            |

## Achtergrond
Net als in de andere Tarzan/Weissmuller-films waren de olifanten die in de film werden gebruikt geen Afrikaanse olifanten maar Indische. De dieren kregen extra grote oren en slagtanden om ze er authentieker uit te laten zien.
In de film rijdt Tarzan op een neushoorn. Weismuller deed deze stunt zelf. De neushoorn was afkomstig uit Tierpark Hagenbeck in Hamburg, Duitsland.
In de film was een kort fragment te zien waar Maureen O'Sullivan een paar minuten naakt te zien is. Hierdoor kwam de film niet door de censuur van de net in te voeren Hayes-code en mocht toen maar door enkele bioscopen worden vertoond. Toen dit systeem midden jaren zestig was afgeschaft werd de film weer vrij verspreid. De film was in de tussentijd zijn auteursrechten verloren en bevindt zich daardoor in het publiek domein.
In 2003 werd de film opgenomen in de National Film Registry. Filmcriticus Danny Peary nam "Tarzan and His Mate" ook op in zijn boek "Cult Movies" (1980).